# Soukhoï Su-34
Le Soukhoï Su-34 (désignation d'exportation : Su-32) (Code OTAN Fullback) est un bombardier tactique russe avec des capacités de lutte antinavire.

## Contexte

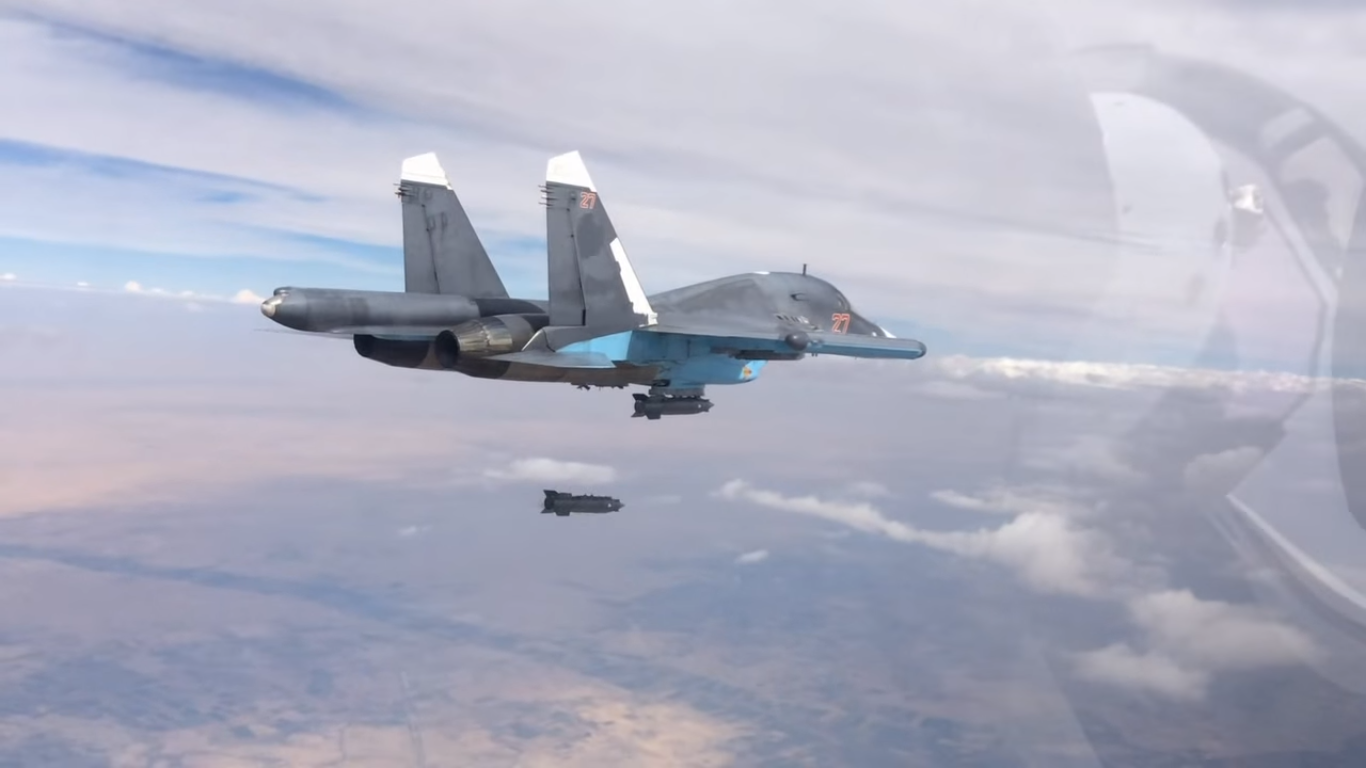
Un Soukhoï Su-34 frappant une position ennemie en Syrie

Pendant les années 1970 et 1980, la force de bombardement tactique soviétique était principalement constituée par les MiG-27 et Su-24M, mais devant la menace que constituaient les nouvelles armes dites « intelligentes » et « de haute précision », l'URSS décida de s'adapter à la situation et de créer le Su-34. Son équivalent occidental est le Tornado IDS ou le F-15 Strike Eagle.

## Conception
Les travaux concernant la nouvelle machine, initialement dénommée Su-27IB pour Istrbitel-Bombardirovchik (chasseur-bombardier), débutèrent dans les années 1980 sous la direction de Mikhaïl P. Simonov avec comme concepteur l'ingénieur Rolan Martirosov  et les premières esquisses étaient terminées en 1987. Le premier vol du prototype eut lieu le 13 avril 1990, c'est alors que débutèrent les essais et, le 18 décembre 1993, le premier Su-34 de série (no 43) prenait l'air.
Le premier avion construit selon les normes de production a effectué son vol inaugural le 28 décembre 1994. Il était équipé d'un système de conduite de tir, au cœur duquel se trouvait le radar à réseau passif à balayage électronique V004 conçu par Leninets OKB. Il était suffisamment différent des versions précédentes pour qu'il soit renommé « Su-34 ». Cependant, lors du Salon du Bourget de 1995, l'avion a reçu la désignation « Su-32FN », signalant le rôle potentiel de l'avion en tant qu'avion naval basé à terre pour l'aviation navale russe. Les restrictions budgétaires ont provoqué des blocages répétés du programme. Néanmoins, les essais en vol se sont poursuivis, quoique à un rythme lent. Le troisième avion de préproduction a volé pour la première fois fin 1996.
Un premier lot de huit avions a été achevé par l'usine de Novossibirsk en 2004. En mars 2006, le ministre russe de la Défense, Sergueï Ivanov, a annoncé l'achat des cinq premiers Su-34 de préproduction pour l'armée de l'Air russe. Fin 2008, un deuxième contrat a été signé pour la livraison de 32 avions d'ici 2015. Au total, 70 avions devaient être achetés d'ici 2015 pour remplacer les quelque 300 Su-24 en service à l'époque, qui faisaient alors l'objet d'un programme de modernisation. Ivanov a affirmé que comme il est "beaucoup plus efficace sur tous les paramètres critiques", moins de ces nouveaux bombardiers sont nécessaires que l'ancien Su-24 qu'il remplace. En décembre 2006, Ivanov a déclaré qu'environ 200 Su-34 devraient être en service d'ici 2020. Cela a été confirmé par le chef de l'armée de l'Air russe Vladimir Mikhaylov le 6 mars 2007. Deux Su-34 ont été livrés en 2006-2007. , et trois autres ont été livrés à la fin de 2009.
Le 9 janvier 2008, Sukhoi a annoncé que la production du Su-34 avait commencé à plein régime. La dernière étape des tests d'État s'est achevée le 19 septembre 2011.

### Changements structuraux
- Pour une meilleure coordination entre les membres d'équipage assis sur siège éjectable K-36DM, la configuration côte-à-côte fut choisie, ce qui nécessita un remodelage de l'habitacle, ce dont les ingénieurs profitèrent pour accroître la capacité en carburant qui passa de 9 400 kg à 12 100 kg. Il est, comme sur le Su-25, protégé par un blindage en titane de 17 mm. Une cabine confortable étant utile pour des vols de longue durée, la pression régnant à l'intérieur est la même qu'à 2 400 m d'altitude.
- L'avion bénéficie de plans canards qui possèdent plusieurs rôles : suppression des effets des turbulences, augmentation de la manœuvrabilité et soufflage de la couche limite par la génération de vortex qui évite son décollement aux grandes incidences.
- Suppression des entrées d'air mobiles, qui ne sont pas nécessaires pour un chasseur-bombardier.
- Le cône de queue a été rallongé et doté d'un radar et d'un magnétomètre pour la version antinavire. Le parachute de freinage a été déplacé sur le dessus du fuselage.
- Agrandissement des dérives qui contiennent des réservoirs.

## Systèmes, armement

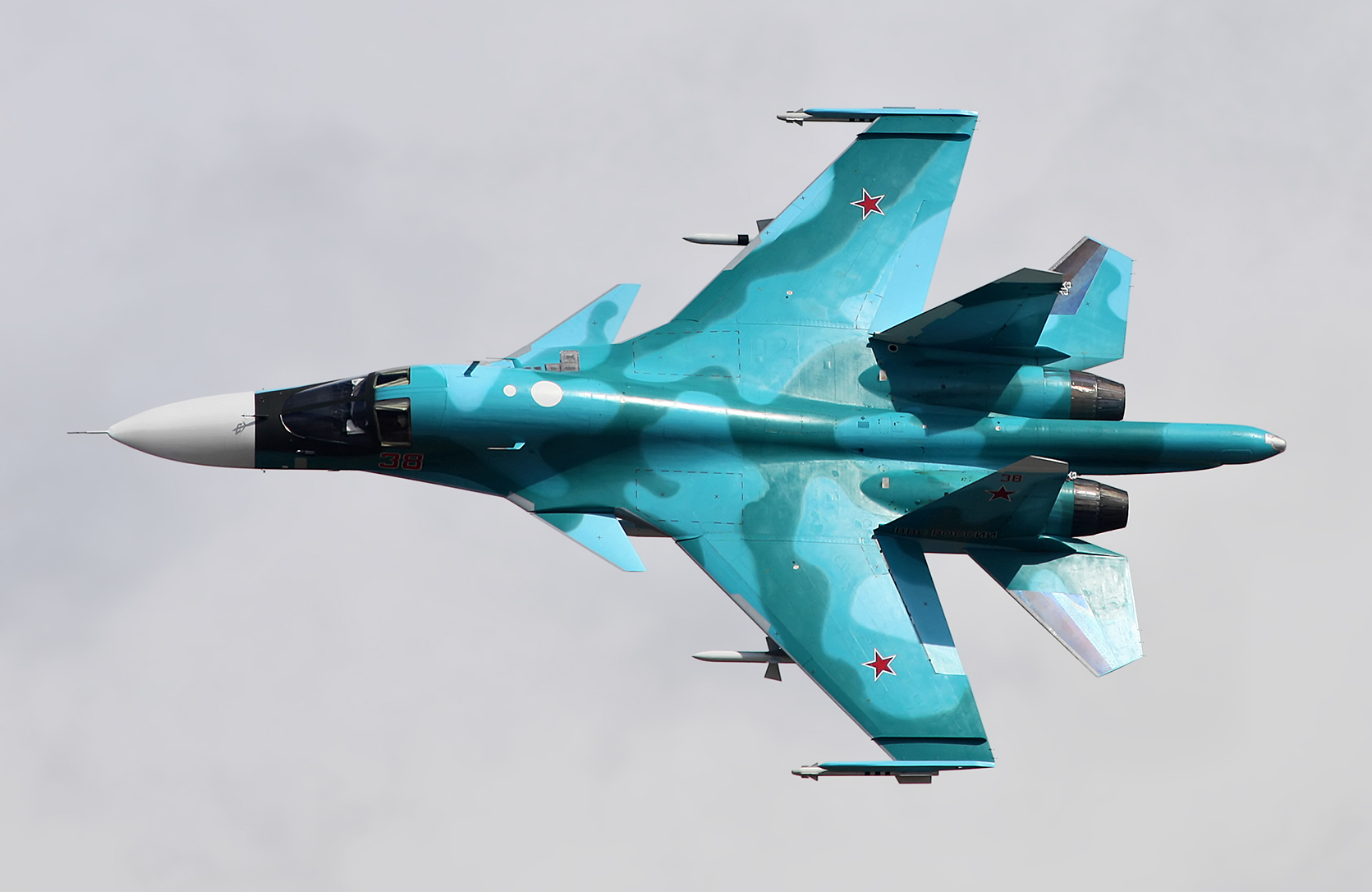
Soukhoï Su-34 au MAKS 2015.

Pour localiser l'adversaire, le Su-34 possède plusieurs moyens : deux radars assurant une couverture sur 360° et pouvant travailler en mode de suivi de terrain. L'accrochage des cibles aériennes peut se faire « du regard » grâce à la visière du casque. Et pour la destruction de l'objectif, le Su-34 possède douze points d'ancrage auxquels il est possible d'accrocher un vaste assortiment d'armes dont des missiles air-surface supersoniques capables de détruire un objectif distant jusqu'à 250 km.
Il dispose d'un viseur laser intégré, ce qui le dispense de nacelle dans le cadre des bombardements avec armes à guidage laser, notamment les KAB-500 et KH-29L. Néanmoins des nacelles de reconnaissance peuvent être fournies, avec des capteurs optroniques, laser et infrarouges. La nacelle française Damoclès équipe notamment certains avions russes.
À partir de janvier 2024 les Su-34 disposent de la capacité de tirer des bombes aériennes équipées de prêt-à-monter de guidage UMPK. Ces prêts-à-monter permettent de transformer une bombe aérienne non guidée de type FAB-250, FAB-500, RBK-500, ODAB-1500, ou FAB-1500 kg en munitions guidées par GPS (GLONASS) sur une distance de plusieurs dizaines de kilomètres en fonction de la version.

## Utilisateurs
Russie
- L'armée de l'air russe possédait quelques dizaines d'exemplaires du Su-34 dont les premiers exemplaires de série livrés en 2012 ont été intégrés officiellement en juillet 2013 et prévoyait d'en acheter 92 avant 2020[12] pour 140 milliards de roubles pour équiper trois escadres (régiments dans la terminologie russe). En octobre 2015, les médias russes indiquaient soixante-treize avions construits dont huit prototypes[13]. Début 2024, l'armée Russe compte 102 Su-34 et 22 Su-34M pour un total de 124 avions en prenant en compte les pertes aériennes[14].
  - 559e régiment de bombardiers, 4e armée aérienne, base aérienne de Morozovsk, effectif complet de trente-six appareils au 6 octobre 2015.
  - 277e régiment d'aviation, 303e division composite aérienne, 11e armée aérienne, base aérienne de Khourba (Kraï de Khabarovsk).

### Futurs utilisateurs
Algérie
- L'Armée de l'air algérienne - Sergueï Smirnov, en janvier 2016, a déclaré que, après huit ans de négociations, Rosoboronexport a reçu une commande officielle pour fournir douze Su-34 pour l'Algérie[15]. En 2025, aucune livraison n'a été confirmée.

## Engagements

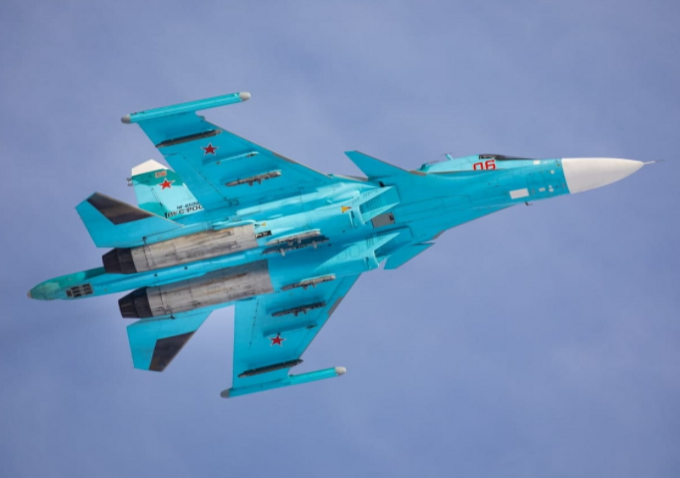
Su-34. Vue de dessous.

L'armée de l'air russe déploie des Su-34 en Syrie en soutien à l’armée syrienne pendant la guerre civile syrienne. En août 2016, des Su-34 et des Tu-22M3 russes décollent de la base iranienne de Hamedan pour frapper des cibles de l’État Islamique et du Front Fatah Al-Cham dans les provinces d'Alep, de Deir ez-Zor et d'Idlib. Ils détruisent plusieurs dépôts de munitions, postes de commandement et camps d'entraînement,. Cette opération est l'une des premières occasions de mettre à l'essai certains systèmes d'armes peu utilisés jusqu'alors par le pays, tels que des bombes à guidage satellitaire.
En 2016, un Su-34 décollant de la base de Lattaquié en Syrie viole l’espace aérien turc. À la suite de cet incident, la Turquie menace la Russie d’abattre ses avions avec des chasseurs F-16, et l’OTAN exige l’arrêt immédiat des violations de l’espace aérien de son allié turc sous peine d’activer les systèmes de défense aérienne Patriot basés à Gaziantep dans le sud-est.
Le 3 mars 2022 à 12 h 23 EET (UTC+2), l'armée ukrainienne annonce avoir abattu un Su-34 russe près de la ville de Volnovakha, au huitième jour du conflit armé qui oppose les deux pays,. 22 exemplaires auraient été détruits en date du 5 octobre 2023. Le 22 décembre 2023, le président ukrainien Volodomir Zelensky annonce la destruction de trois Sukhoï Su-34 dans la région de Kherson.

## Accidents
- 18 janvier 2019 : deux Su-34 entrent en collision en pleine nuit, au-dessus de la mer du Japon. On annonce un rescapé, deux tués et un disparu[24].
- 17 octobre 2022 : un Su-34 s'écrase sur un immeuble résidentiel de Ieïsk en Russie. Dans un bilan du 18 octobre au soir, on indique que 15 personnes sont tuées et 43 autres blessées dans l'accident. Les deux pilotes ont réussi à s'éjecter. Une centaine de personnes ont été évacuées[25],[26].
- 11 juin 2024 : un Su-34 s'écrase lors d'un vol d'entrainement dans une zone déserte en Ossétie du Nord, provoquant la mort des 2 membres d'équipage des forces aérospatiales russes[27].
- 27 juillet 2024 : un Su-34 s'écrase dans le district de Serafimovichsky dans l'oblast de Volgograd. Les deux pilotes se sont éjectés[28].

## Galerie
- Préparation et vol de jour/nuit
- Entraînement au bombardement
- Ravitaillement aérien

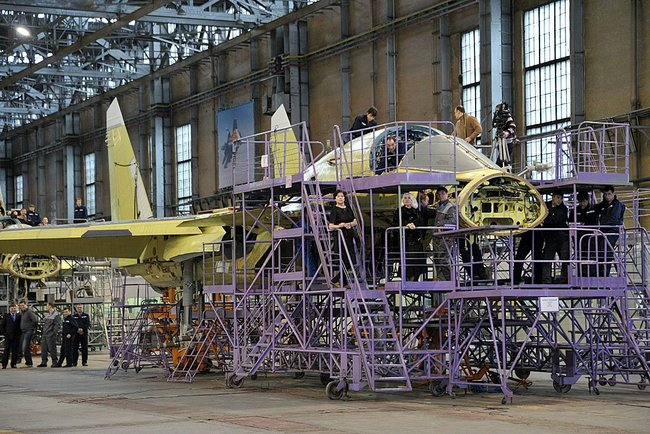
Construction Su-34
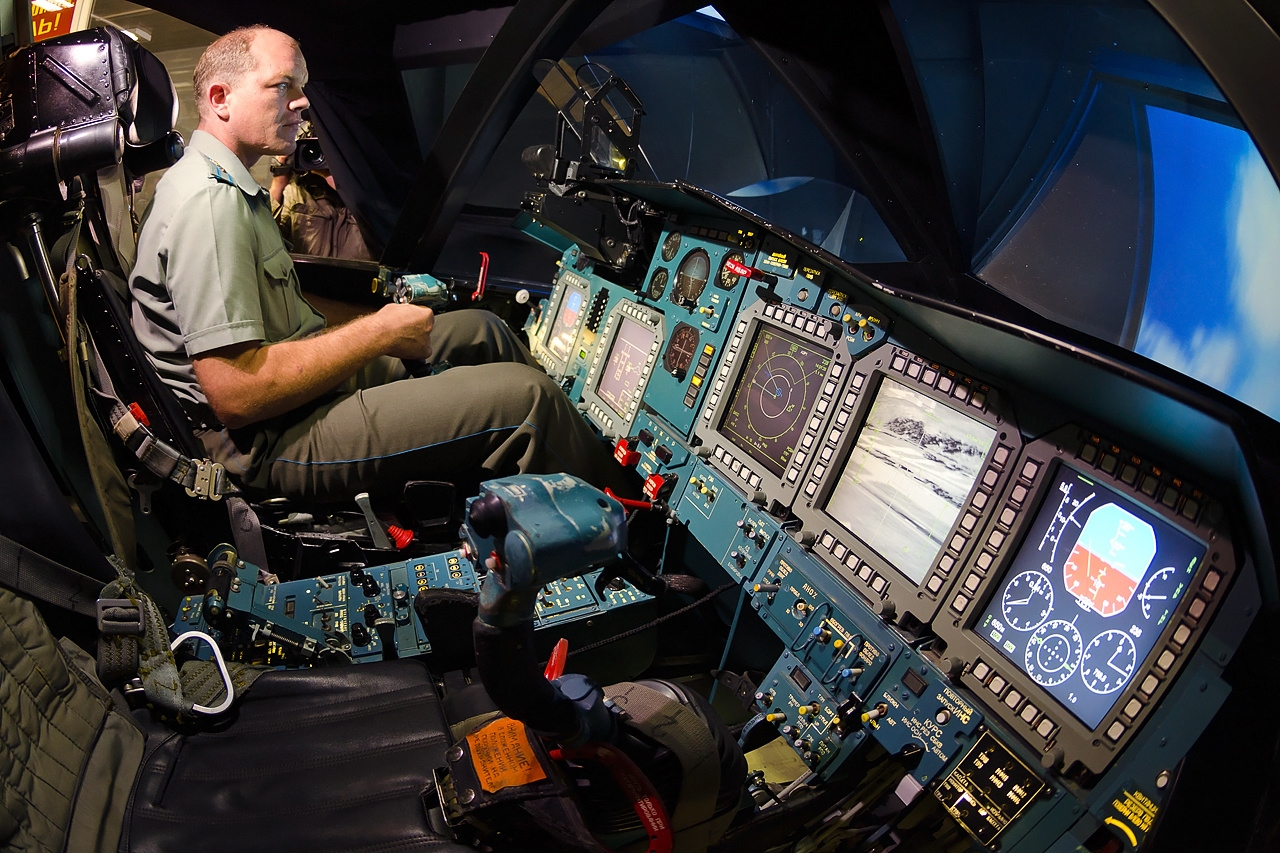
Simulateur Su-34

### Ordre de désignation
Su-7 - Su-9/Su-11 - Su-15 - Su-17/Su-20/Su-22 - Su-24 - Su-25 - Su-27 et dérivés - Su-47

### Variantes
- Soukhoï Su-27 (version initiale)
- Soukhoï Su-30 (version modernisée, biplace)
- Soukhoï Su-33 (version embarquée à bord de porte-avions)
- Soukhoï Su-35 (version modernisée)
- Soukhoï Su-37 (version à poussée vectorielle)

## Sources
- (ru) Avions supersoniques du monde par Valerii Bagratinov
- (ru) Mensuel Aviatsia i Kosmonavtika (Aviation et Cosmonautique) d'octobre 2007